# 潘达罗斯
潘达罗斯（英語：Pandarus）。古希腊神话男性人物之一。出身特洛伊贵族。曾参加特洛伊战争并建立战绩。其事迹多次反映于荷马的《伊里亚特》之中。亦成为作家创作之相关作品的重要题材，具有重大影响与积极意义。